# 諸国山川掟
諸国山川掟（しょこくさんせんおきて）は、寛文6年（1666年）に江戸幕府が示した、下流域の治水を目的に上流域の森林の開発を制限する掟。

## 内容
森林の乱開発により、土砂流出が活発になったことから、草木の根株の採掘を禁じ、上流の山方の左右に木立無き所には苗木の植栽を奨励し土砂流出を防ぎ、土砂災害に遭いやすい場所の新田、および既存の田畑の耕作を禁じたもの。全3条からなり、当時の老中である久世広之、稲葉正則、阿部忠秋、酒井忠清の連名で発せられた。　諸国山川掟の全文は以下の通り。。

覚　山川掟

一、近年は草木之根迄掘取候故、風雨之時分、川筋え土砂流出、水行滞候之間、自今以後、草木之根掘取候儀、可為停止事、

一、川上左右之山方木立無之所々ハ、当春より木苗を植付、土砂不流落様可仕事、

一、従前々之川筋河原等に、新規之田畑起之儀、或竹木葭萱を仕立、新規之築出いたし、迫川筋申間敷事、

　附　山中焼畑新規に仕間敷事、

　右条々、堅可相守之、来年御検使被遣、掟之趣違背無之哉、可為見分之旨、御代官中え可相触者也、

寛文六年也　午二月二日

久　大和守

稲　美濃守

阿　豊後守

酒　雅楽頭
　

## 背景
17世紀の江戸時代では、沖積平野の大開発が行われ、また、山間地の樹木が大量に伐採され山林の荒廃を招き土砂流失が進み水害の発生を助長する結果となった。
大河川では、上流からの土砂流出により河床が慢性的に上昇する課題があった。特に、淀川水系では、氾濫を伴う水害が多発したり、河床の上昇により舟運が阻害されるなどの影響があり、すでに諸国山川掟が出される6年前には、山城、大和、伊賀の3カ国限定で樹木の根株の採掘を禁ずる令が出されていた。また、岡山藩では熊沢蕃山が治水を行うにあたり、諸国山川掟に似た法令を作成しており、上・下流が連携した対策を講じる必要性は広く認識されていた。

## その後

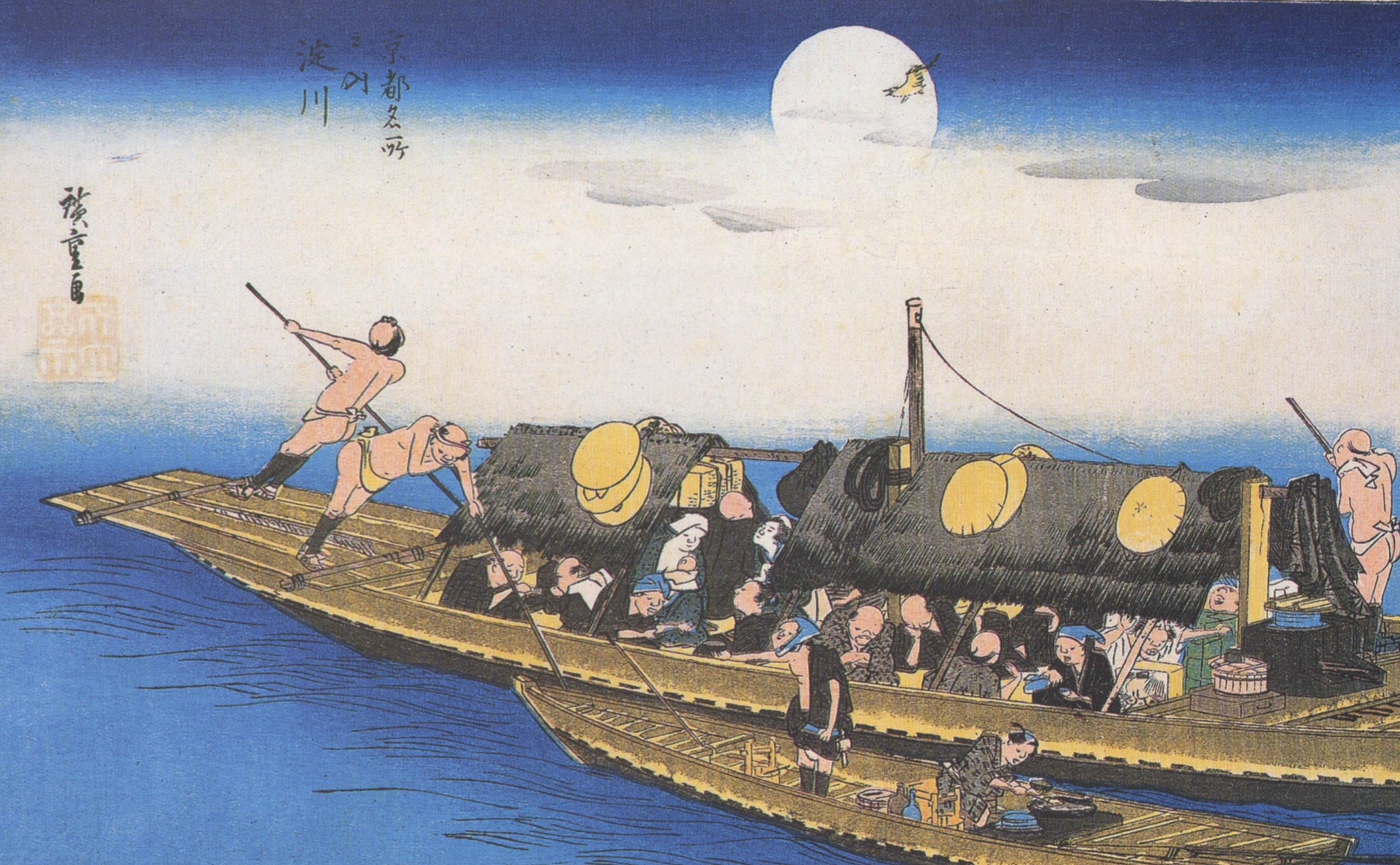
京都名所之内淀川（歌川広重）

淀川は、その後も河床の上昇が収まらず氾濫を繰り返したため、幕府は天和3年（1683年）には若年寄稲葉正休に命じ「淀川治水策」をまとめ、河川改修工事に乗り出すこととなった。直後に正休は失脚、翌貞享元年（1684年）に大老堀田正俊暗殺直後に殺害されるが、河村瑞賢が引き継ぎ貞享元年から大規模な工事が進められた。